# 小松穂葉
小松 穂葉（こまつ おとは、2003年3月12日 - ）は、日本の女優で、元子役。埼玉県出身。エーライツ所属。愛称・おとぱっぱ。

## 略歴
幼稚園の時に「人を喜ばせたい。笑顔を見たい」と俳優を志した。当初、両親は「学校に行ったり、友人と遊んだりと普通の子どもらしいことをしてほしい」と反対。だが、小学校に行くようになっても気持ちが変わらなかったことから、「これだけ真剣にやりたがっているならば」と演技の道を許したという。
2009年に子役事務所キャロットに所属。テレビドラマ、再現VTR、舞台、CMなどに出演。2014年に子役事務所スマイルモンキーに移籍し活動を続ける。
2021年、エーライツに移籍。

## 人物
- 趣味は、トイレのおそうじ・映画やアニメ鑑賞[1]。機動戦士ガンダムやジョジョの奇妙な冒険等の、'90年代の作品が特に好きだと語っている[6]。
- 特技は、歌唱・ピアノ・ダンス・DIY[2]。また、2024年には自身が主催するミュージカルにおいて、脚本、演出、プロデュースを担当した[7]。

## 出演

### 舞台
- ブンナよ木からおりてこい（2012年） - 月星 役[5]
- ミュージカル「Nickyニッキー」（2014年・2015年、練馬IMAホール） - 主演・ニコル 役[3]
- ミュージカル「アイ・ハブ・ア・ドリーム」（2015年） - ベイビーラヴ 役（☆組）[5]
- ミュージカル「マリオネット」（2015年） - ×印の少年 役（☆組）[5]
- ミュージカル「ココ・スマイル7 〜夏色のマイソング〜」（2016年） - 主演・ココ 役（Kチーム）[8][9]
- 舞台「はじめましての三悪人」 （2019年） - 優 役（Bチーム）[10]
- 時空捜査局ランティア（2020年） - 主演・リゲル・ランティア 役
- 舞台「ガスマスクの伊藤さん。2」青池セレナ編　（2021年） - 主演・青池セレナ役[11]
- 新サクラ大戦 the Stage 〜二つの焔〜（2021年12月17日 - 19日、シアター1010） - ランスロット 役[12]
- 舞台「アサルトリリィ・イルマ女子美術高校編」-The Gleam of Dawn-（2023年4月13日 - 19日、かめありリリオホール） - 三輪田俐翔 役[13]
- LilyProject第1弾公演 アサルトリリィ×私立ルドビコ女学院 シュベスターの祈り（2023年5月18日 - 21日、 シアターサンモール） - 瀬戸・ベロニカ・いちか 役[14]
- 朗読劇『マッチングアプリ:アップルボム(仮)』（2023年7月28日 - 29日、シアターサンモール）- わかめ（のりえ天使）役
- 『マジでトキメけ☆少女たち!!再演』（2023年8月30日 - 9月3日、シアターサンモール） - 悪巻このり 役
- ミュージカル『セ・ラヴィ 〜それが人生〜』（2024年3月15日 - 17日、桜美林大学）　- 脚本、演出、ヒロイン・ソフィー 役[15]
- 『美術室に置き去りにされた天使』（2024年3月26日 - 31日、シアターサンモール）- 柚 役
- 舞台『あやかし恋廻り』（2024年5月13日 - 19日、新宿村LIVE） - ヒロイン・早乙女双葉 役[16]
- Staging!! Vol.1『四月十一日を千二百回繰り返したと主張する男』（2024年、シアターミクサ）[17]
- 舞台「アサルトリリィ・イルマ女子美術高校」-The Bond with the White Rose-（2024年12月5日 - 15日、こくみん共済 coopホール／スペース・ゼロ） - 三輪田俐翔 役[18]
- 舞台「イリス・ノワール -魔鏡のクリス-」（2025年4月2日 - 6日、六行会ホール） - リデル 役[19][20]
- 舞台「アサルトリリィ・シュツルム」〜サングリーズル編〜（2025年4月25日 - 30日、かめありリリオホール） - 木子都々里 役[21]

### ライブコンサート
- 新サクラ大戦 the Stage 桜歌之宴〈二幕〉（2022年4月16日 - 17日、シアター1010） - ランスロット 役[22]
- 舞台「アサルトリリィ」Lily Scramble!!!! -春の合同音楽祭-（2024年4月18日、東京キネマ倶楽部）[23]

### テレビ
- ぼくの夏休み（2012年、フジテレビ） - 枝野むつみ 役[24]
- あなたの知るかもしれない世界（2012年、フジテレビ） - 木下はるか 役[5]
- ファミリーヒストリー 小塚崇彦篇（2012年、NHK） - 小塚紀子 役[5]
- ファミリーヒストリー 真矢みき篇（2013年、NHK）[5]
- 笑楽校テレビ講座（2014年、キッズステーション）[5]
- 最強のオンナ（2014年、TBS） - 美和 役[5]
- ワイルド・ヒーローズ（2015年、第10話、日本テレビ） - 五嶋陽子（横山めぐみ）幼少 役[5]
- シャキーン! 基礎日本語（2015年、Eテレ）[5]
- お義父さんと呼ばせて（2016年、フジテレビ） - 花澤美蘭の中学時代の友人 役[5]
- 解決!ナイナイアンサー（2016年、日本テレビ） - 山地まり幼少 役[5]
- ドラフト緊急生特番!お母さんありがとう（2016年、TBS） - 池田隆英選手の姉 役[5]
- 中居正広の金曜日のスマイルたちへ みやぞん〜マンガのような人生って本当!?徹底検証（2017年、TBS） - お姉さん幼少 役[5]
- 爆報! THE フライデー（2018年、TBS） - 原田知世の幼少 役[5]
- ザ・発言X あの言葉で人生が劇的に動いた（2018年、日本テレビ） - 丸山桂里奈の中学時代の友人 役[5]
- NEWSな2人（2020年、TBS） - 幼妻伊藤さん 役

### WEBドラマ
- 【推しの子】（2024年、Amazon Prime Video）アカネの同級生 役[25]

### 映画
- 八日目の蝉（2011年）[5]
- こびと劇場3-アメボウシ-（2013年） - 主演・おとは 役[5]
- ハダカの美奈子（2013年） - 林下キララ幼少 役[5]

### CM
- ベネッセ「進研ゼミ小学講座赤ペン魂」（2011年）[5]
- ハウス食品「企業CMみんな空の下篇」（2011年）[5]
- 日本マクドナルド「ハッピーセットスポンジボブ篇」（2013年）[5]
- ACジャパン「イイトコメガネ」（2013年）[5]
- 『アベンジャーズ インフィニティ ウォー』バンパーWeb動画[5]

### VP
- キッザニア東京（2010年）[5]
- namco「ナムコでポケモンゲットだぜ」（2012年）[5]
- 「こびと大研究＆こびと観察入門」DVD（2013年）[5]

### スチール
- namco「ナムコでポケモンゲットだぜ」（2012年）[5]
- ACジャパン「イイトコメガネ」（2013年）[5]
- ベネッセ「進研ゼミチャレンジ5年生」DM（2013年）[5]

### その他
- ならゆりあ「ジブリだいすき」コーラス（2010年）[5]
- ハマナカゆびあみの歌「くるくるストン♪」（2012年）[5]
- 「わんわんパラダイス」メインボーカル（2013年）[5]
- 日本ホビーショー「ゆびあみの歌」ゆびあみキッズ隊（2013年）[26]

## 演出
- 自主公演ミュージカル『セ・ラヴィ 〜それが人生〜』（2024年3月15日 - 17日、桜美林大学）[7]